# Huejúcar
Huejucar är en ort i Mexiko.   Den ligger i kommunen Huejúcar och delstaten Jalisco, i den centrala delen av landet, 500 km nordväst om huvudstaden Mexico City. Huejucar ligger 1 842 meter över havet och antalet invånare är 3 551.
Terrängen runt Huejucar är kuperad åt sydväst, men åt nordost är den platt. Runt Huejucar är det glesbefolkat, med 14 invånare per kvadratkilometer. Huejucar är det största samhället i trakten. I omgivningarna runt Huejucar växer huvudsakligen savannskog.